# 課長島耕作
『課長島耕作』（かちょうしまこうさく）は、弘兼憲史による日本の漫画作品。『モーニング』（講談社）にて、1983年6号から1992年1・2合併号まで掲載された。
シリーズ作品に『部長――』『取締役――』『常務――』『専務――』『社長――』『会長――』『相談役――』『社外取締役――』『ヤング――』『係長――』『学生――』（『ヤング』『係長』『学生』の掲載誌は『イブニング』）があり、これらも全て本項で取り上げる。2021年1月時点で「島耕作」シリーズのコミックス累計発行部数は4600万部を突破している。
現在「社外取締役島耕作」として、モーニングにて連載中である。
1982年、当初は読み切りの『カラーに口紅』というタイトルで始まったが、編集部の意向で、連載の『係長島耕作』のちに『課長島耕作』へと変遷。それが今日まで続く『島耕作シリーズ』の長期連載となる。連載創成期はオフィスラブや不倫など、男女の混沌とした描写がテーマであったが、徐々に会社に貢献するサラリーマンとしての姿をテーマとした描写へと変わって行く。そのため後年、回顧作として連載された『係長島耕作』で課長へと昇進する姿を描いた巻末と『課長島耕作』の巻頭の繋がりには違和感がある。

## 作品概要
概要
本作品は1980年代前半の日本経済中成長期（安定成長期）から同年代後半のバブル期を経て1990年代初期の失われた30年前夜に至るまでの日本経済の動向、大企業間の競争、大企業内部の派閥争い、経済活動の末端で働くサラリーマン、特に団塊の世代の群像の様々をリアルに活写したものであった。
本作品の主人公・島耕作は団塊の世代に属し、大手電器メーカー「初芝電器産業」に勤務するサラリーマンである。作品が連載開始された当初（1983年頃）の島は、小心で保身を考える平凡なサラリーマン像に描かれており、作品内容もオフィスラブなどの個人的な身辺事が主たるものであった。
初芝電器産業は、作者・弘兼が漫画家デビューする前に勤めていた松下電器産業（現：パナソニックホールディングス）がモデルになっていて、松下電器産業が実際に行った経営行動が漫画内に反映され、初芝電器産業は松下電器産業と同じ経営行動をすることがある。
話数カウントは「STEP○」。
1991年度、第15回講談社漫画賞一般部門受賞。
作風
1984年後半から毎回連載が始まると、作品は大企業内部の派閥抗争や企業戦略に基づく経営展開などのマクロな経済世界へと舞台の主軸を移していった。それに伴い島は、揺れ続ける社内での派閥争いの動向の中でも「自身の信念のみに従う行動的人物」として描かれていき、前向きな性格と幸運で度重なる苦難に直面しても乗りきっていく。苦難を乗り切る過程では、知人の探偵・木暮久作を駆使したミステリ仕立ての冒険活劇が展開される。また、シリーズごとに島と性的関係を結ぶ女性が登場する。
経済面のストーリー展開は、実社会の時事ネタが次々と島と初芝に襲い掛かるも、実社会の企業の失敗を研究してストーリーに取り入れ、時には左遷なども経験するが巧く乗り切って出世していく。派閥抗争、経営戦略、ミステリ活劇、女性関係などの複雑に絡み合う各要素が多くのサラリーマン、とりわけ団塊の世代の男性の心を鷲掴みにし、1990年頃には大人気漫画として社会現象を巻き起こした。
テレビドラマ化などメディアミックス展開が行われたほか、2000年代からは課長就任前の島の様子を描くシリーズ（『ヤング―』『係長―』『学生―』『少年―』）の掲載が開始され、これに伴い本作はシリーズを通じて島耕作の半生を描いた一種の大河作品ともなっている。2010年代以降は公認パロディやスピンオフ作品が発表されるなど、現在も根強い人気を誇っている。
社長就任の新聞報道
2008年4月2日、読売新聞をはじめ各全国の新聞朝刊の社会面に島耕作が作中で近く社長に就任することが、経済面でおなじみの新社長就任記事を模した経歴が採り上げられた。

## シリーズ作品

### 課長島耕作
『課長島耕作』は、1983年6号から1992年1・2合併号まで『週刊モーニング』誌上で掲載された漫画作品。シリーズの原点。夫婦関係が冷め切っていた島が部下・久美子との不倫、社内の派閥抗争を描く。

### 部長島耕作
『部長島耕作』は、1992年35・36号から2002年11号まで『週刊モーニング』誌上で掲載された漫画作品。当初は半年から1年に1回の頻度で掲載されていた。1999年、人気が低迷していた『週刊モーニング』はかつて人気を誇った作品の続編・外伝などを掲載することで販売数の回復をはかり、本作品も毎週の連載が再開した。 
島が敬愛する、派閥に属さない一匹狼として会社を生き残り、『課長島耕作』の最終巻で社長に大抜擢された中沢が社長を退任する。その際、反対派が社長になった場合に島の処遇が悪化しないように、という中沢の配慮により、島は関連会社・初芝電産貿易へ代表取締役専務としての出向を命じられる。しかし、島は持ち前の前向きさと柔軟さと信じられないような運の良さで、出向先のワイン事業を大きく成長させる。更に次の出向先のサンライトレコードにおいても、課長時代にニューヨークに赴任した際の白人の不倫相手との子供を、歌手として大ヒットさせるという成果を実現させ、経営立て直しにも成功。その後、九州の販売センターへの左遷を経験。折り合いの悪かった元部下の下で働くという辛酸を舐めるも、業績をアップさせ、それまでの功績を認められて初芝本社の取締役へ就任する。

### 取締役島耕作
『取締役島耕作』は、2002年13号から2005年9号まで『週刊モーニング』誌上で連載された漫画作品。初芝電器産業の取締役となった島は上海初芝電産董事長（会長）と本社上海担当役員の兼務で東京と上海を往来、それを通して急成長する中国経済が描かれることとなる。島の恋愛・性交の絶倫ぶりも相変わらずである。

### 常務島耕作
『常務島耕作』は、2005年11号から2006年47号まで『週刊モーニング』誌上で連載された漫画作品。取締役時代に続いて、中国担当としての活躍が描かれているが、担当エリアが上海のみから中国全土となり、東京・北京・上海の3極勤務となり多忙を極める。2006年、中国担当常務の前任である郡山利郎専務が社長に昇格したことにより、島も専務に昇格することとなり連載が終了した。

### 専務島耕作
『専務島耕作』は、2006年49号から『週刊モーニング』誌上で不定期連載された漫画作品。常務時代に続いて中国を担当するほか、インド担当、アメリカ担当も兼任することになった。
2008年4月、現社長である郡山利郎が辞意を表明し、その後任として五洋電機との経営統合で誕生する「初芝・五洋ホールディングス」の初代社長に就任。これに伴い同年5月下旬よりタイトルが“社長・島耕作”と改められ、新シリーズがスタートすることになった。2008年23号（5月15日号）にて連載終了。

### 社長島耕作
『社長島耕作』は、2008年26号（6月12日号）から2013年33号（7月18日号）まで『週刊モーニング』誌上で連載された漫画作品。当初の作者いわく、この作品が島耕作シリーズの最終章となるとのことだったが、後に会長編がスタートする。
初回掲載号の発売日にあたる2008年5月29日には「島耕作社長就任会見&乾杯式」と銘打ったイベントが開かれ、アニメーションの島耕作がメッセージを述べた（声は井上和彦が担当）。また、同日付の朝日新聞朝刊には同誌の土曜版別冊「beビジネス」に見立てた一面広告が掲載された。
連載第1回での社長就任スピーチにおいて「これから先、わが社はHGホールディングスと初芝電産の松橋社長、五洋電機の勝浦社長とのペレストロイカ体制で合議を図りながら経営を進めていく」という所信表明を行い万亀会長からも「名演説だった」と評される。
2008年10月2日発売号にて、次年度に初芝五洋グループの社名を変更すること、並びに初芝ブランドと五洋ブランドを統合し新ブランドを立ち上げそれに要する費用の試算が総額400億円であることが正式に明らかになった。この背景には本作のモデルとなっている松下電器産業が2008年10月1日よりパナソニック株式会社と社名変更したこと、さらにグループ会社全ての製品をパナソニックブランドに統一したことがあり、島の社長就任時に掲げたスローガン「シンク・グローバル」、並びに「世界に通用するブランドを立ち上げる」という経営方針に則ったものである。最終的に、社名、ブランド名は詳細を後述するように一般公募の後「TECOT」と改められた。
2008年11月7日にパナソニック株式会社と三洋電機株式会社が三洋の子会社化を前提とした資本・業務提携の協議を始めることで合意したと正式に発表した。結果的に作中での出来事が現実の形となったわけだが、作者の弘兼はこの件について「私がパナの社長なら、歴史的関係が深く電池技術がある三洋を他企業に奪われるのは嫌だし、一緒になると予想していた。追いつかれないよう焦って書いた」とのコメントを出している。また、2012年に作中でライバル企業であるソラーとのテレビ事業における業務提携のエピソードが描かれているが、これも同年6月末にパナソニックとソニーがテレビ・大型ディスプレイ向けの次世代有機ELパネルおよびモジュールを共同で開発する契約を締結したことが背景となっている。
2011年04月7日発売号掲載分の104話のラストでは東日本大震災が発生、105話からは社長・企業としての震災対応が描かれた。

### 会長島耕作
『会長島耕作』は、2013年39号（2013年8月29日号）から2019年35号（8月1日号）まで『週刊モーニング』誌上で連載された漫画作品。社長を退任し会長となった島が、経営者としての一線を画して環境問題、食糧問題など財界人としての視点で日本経済を俯瞰するという内容で描かれている。前作までと異なり政治家や財界人との関わりに重きが置かれており、テコットの社長となった国分を後方支援するという立ち位置に変わっている。
日本中央競馬会の創立70周年を記念し、本作とコラボレートした『会長島耕作 競馬探訪編』が『コミックDAYS』にて2024年9月16日より掲載されている。オリジナルストーリーが描かれている。

### 相談役島耕作
『相談役島耕作』は、2019年38号（2019年8月22日号）から2022年13号（2022年2月24日号）まで『週刊モーニング』誌上で連載された漫画作品。
2021年2月25日には、新型コロナウイルスに島耕作が罹患して宿泊施設で療養生活を送るという展開が話題となり、弘兼が知人の体験談を基として読者への知識共有や注意喚起の思いと共に描いたことが、ニュースサイトで報じられた。
相談役を最後に、1970年にTECOTの前身である初芝電産に入社以来、半世紀以上在籍した会社を去り、数社からオファーのある社外取締役に転職すると語った。

### 社外取締役島耕作
『社外取締役島耕作』は、『週刊モーニング』誌上に2022年17号（2022年3月24日号）から連載中の漫画作品。UEMATSU塗装工業からのオファーを受諾、今日までの豊富な経験を活かし社外取締役として辣腕を振るう。

### ヤング島耕作
『ヤング島耕作』は、2001年創刊号から2010年4号（2月9日号）まで『イブニング』誌上で連載された漫画作品。『イブニング』創刊時の目玉作品として掲載された。島耕作が初芝電器産業へ入社した当時（1970年頃）の社会情勢、世間の気風、大企業の雰囲気などを描いている。島の出身地が作者と同じく山口県岩国市で誕生日9月9日であることが明らかにされた。連載中途より『ヤング島耕作 主任編』として、主任に昇進した島耕作が描かれた。

### 係長島耕作
『係長島耕作』は、2010年7号（3月21日号）から2013年21号（10月22日号）まで『イブニング』誌上で連載された。島耕作の若き日を描くコンセプトからスタートした『ヤング島耕作』同様、ステップアップの道を辿り、主任から係長となり、最終話で課長へと昇進する。
なお、『課長島耕作』は連載当初『カラーに口紅』のちに『係長島耕作』（上記を参照）などのタイトルを経て発表されたなどの経緯があることから、巻末で課長へと昇進する島の仕事に対する姿勢など、『課長島耕作』の巻頭の島とは大きな相違があり、繋がりに違和感がある。

### 学生島耕作
『学生島耕作』は、2014年1号（2013年12月10日発売）から2017年9号まで『イブニング』誌上で連載。初芝電器産業時代からさらに遡り、島の早稲田大学での大学生時代を描く。

### 学生島耕作〜就活編〜
『学生島耕作〜就活編〜』として2017年12号（2017年5月23日発売）から2018年16号まで『イブニング』誌上で連載。島の就職活動を描く。

## スピンオフ作品

### JK 大町久美子
『JK 大町久美子』は、『モーニング』2017年27号（2017年6月15日発売）、28号（2017年6月22日発売）に前後編で掲載されたスピンオフ。2022年現在では電子書籍のみで単行本化されている。

### 島耕作の事件簿
『島耕作の事件簿』は、創刊35周年企画として、原作樹林伸、漫画弘兼憲史で『モーニング』に2017年38号（2017年8月17日発売）から2018年2・3号（2017年12月14日発売）まで短期集中連載されたスピンオフ。全10話。2018年1月23日に単行本が発売された。
島耕作が課長だった1990年11月のバブル期を舞台とする。見知らぬ部屋で目覚め、自分のネクタイで首を絞められた全裸女性の死体を発見した島が、3日後に出頭すると置手紙を残して現場から逃走し、友人の私立探偵・木暮久作と協力して真犯人を捜す物語である。

### 会長 島耕作 特別編 部長 風花凜子の恋
『会長 島耕作 特別編 部長 風花凜子の恋』は、連載35周年企画として、『モーニング』に2018年25号（2018年5月24日発売）から短期集中連載されたスピンオフ。全6話。島耕作が会長を務める大手電機メーカー・テコットの女性部長である凜子の物語。『会長 島耕作』第13巻に収録。

### 転生したら島耕作だった件
『転生したら島耕作だった件』は『イブニング』7号（2019年3月12日発売）、9号（同4月9日発売）に掲載のスピンオフ作品。伏瀬が監修、弘兼憲史と川上泰樹が執筆を担当。小説『転生したらスライムだった件』の漫画版とのコラボ企画で、同作品の主人公・三上悟がスライムではなく島耕作に転生したら、というパラレルワールドを描くストーリーになっている。
2019年7月9日には、本作に『課長島耕作』第5話・第6話と『転生したらスライムだった件』第1話を合わせて収録した単行本が発売された。

### 騎士団長 島耕作
『騎士団長 島耕作』は、『コミックZERO-SUM』2019年5月号より開始されたスピンオフで、2021年3月号まで連載された。単行本は全3巻。シリーズ初の女性向け作品。原案は弘兼憲史、作画は宮本福助。主人公はファーストターフ王国の騎士シマで、前世が島耕作であった記憶を思い出し、サラリーマン時代の記憶を頼りに異世界を生き抜く。なお、島以外の登場人物のうち数人も同世界に転生した者であり、中には前世で島が辿るはずだった本来の歴史を知っている者や、最初から前世の記憶を持っている者もいる。

### マスク島耕作
『マスク島耕作』は、2020年6月16日にtwitter『MANGA Day to Day』（@mangadaytoday）上で配信された短編Web漫画。100人以上の漫画家が2020年4月1日以降の日本を舞台にコロナ禍の日常をリレー連載する企画の第2回掲載。

### 逢いたくて、島耕作
『逢いたくて、島耕作』は、本シリーズの連載開始40周年を記念して、『モーニング』2023年15号（2023年3月9日発売）より開始された公認スピンオフ作品。協力は弘兼憲史、作は諏訪符馬が担当。Z世代の就活生が島耕作の世界に「異世界転生」したギャグ漫画。

## 登場する企業や用語

### 初芝電器産業株式会社
主人公島が在籍し、作中のメインとなる企業。モデルは松下電器産業（現：パナソニック）。
松下幸之助をモデルにした「経営の神様」と呼ばれる吉原初太郎によって創始され、作中でも日本のトップ電機メーカーとして描かれている。世界各地に企業展開し、電気製品事業以外にも音楽（サンライトレコード）やワインなどの輸入貿易事業（初芝貿易）などのグループ会社があり、島も作中に出向をしている。後述する五洋電機と経営統合し、持株会社である初芝五洋ホールディングスの傘下企業に入る。
ロゴはアルファベットのHとE(ハツシバエレクトリック)をかたどったもので、Eの真ん中の横棒が矢印の場合とそうでない場合がある。

### 五洋電機株式会社
初芝と同じく電気製品メーカーでありライバル企業として登場。モデルは三洋電機（現在はパナソニックの子会社）。
液晶技術に優れており、作中では韓国の電気製品メーカーであるソムサンに企業買収を持ちかけられる。専務時代の島の提言により、「日本技術の海外流出を防ぐ」という名目の基、友好的買収（ホワイトナイト）を持ちかけソムサンへの買収を防いだ。その後、正式な経営統合に至り、初芝五洋ホールディングスの誕生に繋がった。経営統合時の社長は島と同世代で、恋敵としても描かれる勝浦が務めていた。

### 初芝五洋ホールディングス（HGホールディングス）
初芝電産や五洋電機を束ねる純粋持株会社。初代社長には両企業の経営統合に活躍した島が就任した。当初は両ブランドを維持しながらも、将来的に統一ブランドで世界市場を勝ち抜くべく社長就任時に島が打ち出した「Think Global（シンク・グローバル）」構想のもと、新企業名が社内で公募され『TECOT（テコット）』に決定した。

### TECOT（テコット）
初芝五洋ホールディングスの初代社長である島がブランド力の強化のために着手したプロジェクトで、社名の変更を公募して決定した社名。実際には読者から一般公募し、弘兼の選択で決定された。
社名のTECOT（テコット）は「TEC＝TEChnology（テクノロジー）」と「ECO＝ECOlogy（エコロジー）」から取っており、さらに「TECO＝テコ」の意もかけられている。
しかし、TECOTは新社名と銘打ちながら、その決定のプロセスに問題があるため、2009年7月16日時点では「ブランドの統合」とのみ発表されている。
ロゴは”TECO⊥”（最後のTの字が上下逆さになる）と表記される。
本社ビルのモデルは愛宕グリーンヒルズMORIタワー。

### その他の同業他社及び登場企業
- ソラー：初芝のライバルとして登場する電機メーカー。モデルはソニー。
- 東立電工：同じく電機メーカー。モデルは東芝。コスモス映画の買収で初芝と争った。
- 日芝：同じく電機メーカー、TECOT成立後、国際競争力強化のため自社のテレビ事業との交換でTECOTの原発事業を買収。モデルは日立。読みは「ひしば」。
- 電報堂：島が宣伝広告課時代に取引先として登場した広告会社。元妻の玲子の浮気相手、奥本が在籍していた。モデルは博報堂。
- 博通：同じく広告会社で、島の娘である奈美がグループ会社と思われる博通エージェンシイに在籍していた。モデルは電通。
- ソムサン：韓国の電機メーカーで初芝とは五洋の買収をめぐりTOB合戦が行われた。現社長はイ・カプス。モデルはサムスン。尚、朝鮮語で“ソム（섬）”とは「島」を意味する。TVドラマ（NTV版）では、「ジンハン電機」という名前となり、買収相手が初芝に変更されている。
- 日本経済連合会・経済交友会：島の財界活動における舞台となっている経済団体。モデルは日本経済団体連合会（経団連）並びに経済同友会。

## パロディ
- 漫画『サルでも描けるまんが教室』（1989年よりビッグコミックスピリッツに連載）の「ウケる老人まんがの書き方」の回において、劇中に登場する架空の老人向け漫画雑誌『ビッグオールド』（2010年発行という設定）において、連載漫画のひとつとして「会長・島耕作」という題名が登場している。
- 漫画『よんでますよ、アザゼルさん。』において、悪魔ベヒモスにやる気を奪われた作者が適当に描いたという設定で「ニート島耕作」という作品が登場したことがある。登場人物は島と妻の2人。この作品は作中での『イブニング』の人気を急落させ、編集部には返本の山が築かれることとなった。
- テレビ東京系列のドラマ『勇者ヨシヒコと魔王の城』第4話において、宅麻伸演じるダンジョーが「若いころのあだ名は“課長 島耕作”」と述べるシーンがある。
- 2016年3月から2017年3月まで『ヤングマガジン サード』で江戸パイン作による『社畜! 修羅コーサク』というサラリーマンギャグマンガが連載された。同年9月の単行本第1巻では表紙の帯に弘兼が「私は許した（作品の舞台「修羅の国・墓多」のモデルとなった）博多の皆さんも許してあげてほしい」というコメントを本作の「黙認」と共に寄せている[21]。
- ドラマ『スーパーサラリーマン左江内氏』第9話で宅麻伸が演じる「島課長」が登場する。

## 反響

### 抗議
2024年10月21日、同月17日発売の『モーニング』に掲載された『社外取締役島耕作』での名護市辺野古の新基地建設（普天間基地移設問題）への抗議参加者がアルバイトで日当を貰っているという表現について、モーニング編集部と作者の弘兼は連名で声明を発表し、「確認の取れていない伝聞」で掲載したとして謝罪し、単行本掲載時に内容を修正するとした。この表現に対して、SNS上では漫画がデマを広げているとの指摘が上がっていた。講談社は琉球新報の取材に対し、作者と担当編集者が取材で沖縄県を訪れた際に複数の県民から「新基地建設反対派のアルバイトがある」という話を聞き、作品に反映させたと説明した。一方、「当事者からは確認の取れていない伝聞でした」として、作中で断定的な描写をしたことに「フィクション作品とはいえ軽率な判断だった」と謝罪した。

## 書誌情報

### 「島耕作」シリーズ
特記のない限り作者は弘兼憲史、出版社は講談社（レーベル：モーニングKC / イブニングKC）。
- 『課長島耕作』全17巻
  1. 1985年6月14日発売[25]、ISBN 4-06-102543-0
  2. 1986年3月14日発売[26]、ISBN 4-06-102562-7
  3. 1987年2月16日発売[27]、ISBN 4-06-102600-3
  4. 1987年11月19日発売[28]、ISBN 4-06-102626-7
  5. 1988年6月21日発売[29]、ISBN 4-06-102643-7
  6. 1989年4月19日発売[30]、ISBN 4-06-102675-5
  7. 1990年1月18日発売[31]、ISBN 4-06-102697-6
  8. 1990年5月21日発売[32]、ISBN 4-06-102708-5
  9. 1990年8月17日発売[33]、ISBN 4-06-102716-6
  10. 1990年11月20日発売[34]、ISBN 4-06-102726-3
  11. 1991年2月21日発売[35]、ISBN 4-06-102736-0
  12. 1991年5月21日発売[36]、ISBN 4-06-102749-2
  13. 1991年8月14日発売[37]、ISBN 4-06-102759-X
  14. 1991年11月20日発売[38]、ISBN 4-06-102769-7
  15. 1992年2月20日発売[39]、ISBN 4-06-102777-8
  16. 1992年5月20日発売[40]、ISBN 4-06-102788-3
  17. 1992年8月10日発売[41]、ISBN 4-06-102795-6
- 『部長島耕作』全13巻
  1. 1995年9月19日発売[42]、ISBN 4-06-328428-X
  2. 1999年4月19日発売[43]、ISBN 4-06-328627-4
  3. 1999年8月20日発売[44]、ISBN 4-06-328647-9
  4. 1999年12月14日発売[45]、ISBN 4-06-328668-1
  5. 2000年3月21日発売[46]、ISBN 4-06-328681-9
  6. 2000年6月20日発売[47]、ISBN 4-06-328696-7
  7. 2000年9月20日発売[48]、ISBN 4-06-328710-6
  8. 2000年12月20日発売[49]、ISBN 4-06-328727-0
  9. 2001年3月21日発売[50]、ISBN 4-06-328741-6
  10. 2001年6月20日発売[51]、ISBN 4-06-328756-4
  11. 2001年9月19日発売[52]、ISBN 4-06-328767-X
  12. 2002年1月21日発売[53]、ISBN 4-06-328795-5
  13. 2002年4月20日発売[54]、ISBN 4-06-328809-9
- 『取締役島耕作』全8巻
  1. 2002年9月12日発売[55]、ISBN 4-06-328828-5
  2. 2002年11月20日発売[56]、ISBN 4-06-328855-2
  3. 2003年4月19日発売[57]、ISBN 4-06-328881-1
  4. 2003年9月18日発売[58]、ISBN 4-06-328904-4
  5. 2004年2月23日発売[59]、ISBN 4-06-328929-X
  6. 2004年6月23日発売[60]、ISBN 4-06-328958-3
  7. 2004年11月22日発売[61]、ISBN 4-06-328997-4
  8. 2005年4月22日発売[62]、ISBN 4-06-372425-5
- 『ヤング島耕作』全8巻
  1. 2003年4月17日発売[63]、ISBN 4-06-352027-7
  2. 2004年1月22日発売[64]、ISBN 4-06-352055-2
  3. 2005年2月22日発売[65]、ISBN 4-06-352098-6
  4. 2006年2月22日発売[66]、ISBN 4-06-352139-7
- 『ヤング島耕作 主任偏』全4巻
  1. 2007年4月23日発売[67]、ISBN 978-4-06-352182-5
  2. 2008年5月23日発売[68]、ISBN 978-4-06-352226-6
  3. 2009年4月23日発売[69]、ISBN 978-4-06-352262-4
  4. 2010年4月23日発売[70]、ISBN 978-4-06-352308-9
- 『常務島耕作』全6巻
  1. 2005年7月21日発売[71]、ISBN 4-06-372455-7
  2. 2005年10月21日発売[72]、ISBN 4-06-372472-7
  3. 2006年2月23日発売[73]、ISBN 4-06-372501-4
  4. 2006年6月23日発売[74]、ISBN 4-06-372528-6
  5. 2006年10月23日発売[75]、ISBN 4-06-372558-8
  6. 2007年1月19日発売[76]、ISBN 978-4-06-372574-2
- 『専務島耕作』全5巻
  1. 2007年4月23日発売[77]、ISBN 978-4-06-372592-6
  2. 2007年7月23日発売[78]、ISBN 978-4-06-372617-6
  3. 2007年11月22日発売[79]、ISBN 978-4-06-372644-2
  4. 2008年2月22日発売[80]、ISBN 978-4-06-372676-3
  5. 2008年6月23日発売[81]、ISBN 978-4-06-372708-1
- 『社長島耕作』全16巻
  1. 2008年10月23日発売[82]、ISBN 978-4-06-372748-7
  2. 2009年2月23日発売[83]、ISBN 978-4-06-372776-0
  3. 2009年6月23日発売[84]、ISBN 978-4-06-372806-4
  4. 2009年10月23日発売[85]、ISBN 978-4-06-372843-9
  5. 2010年2月23日発売[86]、ISBN 978-4-06-372877-4
  6. 2010年6月23日発売[87]、ISBN 978-4-06-372911-5
  7. 2010年10月22日発売[88]、ISBN 978-4-06-372952-8
  8. 2011年2月23日発売[89]、ISBN 978-4-06-372976-4
  9. 2011年6月23日発売[90]、ISBN 978-4-06-387007-7
  10. 2011年10月21日発売[91]、ISBN 978-4-06-387048-0
  11. 2012年1月23日発売[92]、ISBN 978-4-06-387077-0
  12. 2012年5月23日発売[93]、ISBN 978-4-06-387108-1
  13. 2012年9月21日発売[94]、ISBN 978-4-06-387140-1
  14. 2013年1月23日発売[95]、ISBN 978-4-06-387181-4
  15. 2013年4月23日発売[96]、ISBN 978-4-06-387209-5
  16. 2013年8月23日発売[97]、ISBN 978-4-06-387239-2
- 『係長島耕作』全4巻
  1. 2011年3月23日発売[98]、ISBN 978-4-06-352359-1
  2. 2012年4月23日発売[99]、ISBN 978-4-06-352412-3
  3. 2013年4月23日発売[100]、ISBN 978-4-06-352459-8
  4. 2014年1月23日発売[101]、ISBN 978-4-06-352496-3
- 『会長島耕作』全13巻
  1. 2014年1月23日発売[102]、ISBN 978-4-06-387291-0
  2. 2014年6月23日発売[103]、ISBN 978-4-06-388348-0
  3. 2014年10月23日発売[104]、ISBN 978-4-06-388384-8
  4. 2015年3月23日発売[105]、ISBN 978-4-06-388430-2
  5. 2015年9月23日発売[106]、ISBN 978-4-06-388501-9
  6. 2016年5月23日発売[107]、ISBN 978-4-06-388597-2
  7. 2016年10月21日発売[108]、ISBN 978-4-06-388648-1
  8. 2017年4月21日発売[109]、ISBN 978-4-06-388713-6
  9. 2017年10月23日発売[110]、ISBN 978-4-06-510287-9
  10. 2018年7月23日発売[111]、ISBN 978-4-06-511763-7
  11. 2019年3月22日発売[112]、ISBN 978-4-06-514948-5
  12. 2019年9月20日発売[113]、ISBN 978-4-06-517053-3
  13. 2019年12月23日発売[114]、ISBN 978-4-06-518107-2
- 『学生島耕作』全6巻
  1. 2014年11月21日発売[115]、ISBN 978-4-06-354549-4
  2. 2015年6月23日発売[116]、ISBN 978-4-06-354574-6
  3. 2015年11月20日発売[117]、ISBN 978-4-06-354594-4
  4. 2016年5月23日発売[118]、ISBN 978-4-06-354625-5
  5. 2016年11月22日発売[119]、ISBN 978-4-06-354641-5
  6. 2017年5月23日発売[120]、ISBN 978-4-06-354669-9
- 『学生島耕作〜就活編〜』全3巻
  1. 2017年10月23日発売[121]、ISBN 978-4-06-354693-4
  2. 2018年3月23日発売[122]、ISBN 978-4-06-511131-4
  3. 2018年8月23日発売[123]、ISBN 978-4-06-512407-9
- 『相談役島耕作』全6巻
  1. 2020年3月23日発売[124]、ISBN 978-4-06-518912-2
  2. 2020年9月23日発売[125]、ISBN 978-4-06-520753-6
  3. 2021年3月23日発売[126]、ISBN 978-4-06-522607-0
  4. 2021年5月21日発売[127]、ISBN 978-4-06-524047-2
  5. 2021年12月23日発売[128]、ISBN 978-4-06-526250-4
  6. 2022年5月23日発売[129]、ISBN 978-4-06-528021-8
- 『社外取締役島耕作』既刊6巻（2025年4月23日現在）
  1. 2022年10月21日発売[130]、ISBN 978-4-06-529434-5
  2. 2023年4月21日発売[131]、ISBN 978-4-06-531503-3
  3. 2023年10月23日発売[132]、ISBN 978-4-06-533327-3
  4. 2024年4月23日発売[133]、ISBN 978-4-06-535331-8
  5. 2024年10月22日発売[134]、ISBN 978-4-06-537168-8
  6. 2025年4月23日発売[135]、ISBN 978-4-06-539149-5

### スピンオフ作品
- 樹林伸（原作） / 弘兼憲史（作画） 『島耕作の事件簿』2018年1月23日発売[136]、ISBN 978-4-06-510835-2
- 弘兼憲史、伏瀬、川上泰樹（作者） / みっつばー（キャラクター原案） 『転生したら島耕作だった件』2019年7月9日発売[137]、ISBN 978-4-06-516834-9
- 弘兼憲史（原案） / 宮本福助（作画） / 別府マコト（シナリオ） 『騎士団長 島耕作』 一迅社〈ZERO-SUM COMICS〉、全3巻
  1. 2019年9月25日発売[138]、ISBN 978-4-7580-3461-6
  2. 2020年7月27日発売[139]、ISBN 978-4-7580-3529-3
  3. 2021年3月25日発売[140]、ISBN 978-4-7580-3594-1

- 諏訪符馬（作）・弘兼憲史（協力）『逢いたくて、島耕作』講談社〈モーニングKC〉、全6巻
  1. 2023年6月22日発売[141][142]、ISBN 978-4-06-532165-2
  2. 2023年10月23日発売[143]、ISBN 978-4-06-533536-9
  3. 2024年1月23日発売[144]、ISBN 978-4-06-533909-1
  4. 2024年4月23日発売[145]、ISBN 978-4-06-535330-1
  5. 2024年6月21日発売[146]、ISBN 978-4-06-535901-3
  6. 2024年8月22日発売[147]、ISBN 978-4-06-536603-5

## 映画
1992年に田原俊彦主演で映画化された。

### キャスト
- 島耕作 - 田原俊彦
- 樫村健三 - 豊川悦司
- 馬島典子 - 麻生祐未
- 大泉裕介 - 津川雅彦
- 江口幹夫 - 坂上忍
- 田代友紀 - 渡辺満里奈
- 鳥海赫子 - 森口瑤子
- 島怜子 - 鳥越マリ
- 吉原初太郎 - 三木のり平
- 宇佐美欣三 - 佐藤慶
- 福田敬三 - 原田大二郎
- 水野忠司 - 鈴木瑞穂
- 庭正彦 - 鶴田忍

### スタッフ
- 監督：根岸吉太郎
- プロデューサー：増田久雄
- 脚本：野沢尚
- 撮影：川上皓市
- 音楽：岩代太郎
- 美術：徳田博
- 編集：川島章正
- 録音：林大輔

## テレビドラマ（フジテレビ版）
1993年から1998年にかけてフジテレビによりテレビドラマ化され放映された。

### キャスト（フジテレビ版）
- 島耕作 - 宅麻伸
- 中川奈美 - 安達祐実
- 中川加奈子 - 浅田美代子（1・3・4）
- 中沢部長 - 竜雷太（1 - 3）
- 松永六郎 - 石田太郎（2）
- かつ子（神宮令子） - 秋吉久美子（2）
- 典子ママ - 斉藤慶子（1・3）
- 大町久美子 - 清水美砂（1 - 3）
- 有馬裕次 - 内藤剛志（2）
- 福田義治 - 天田俊明（1・3・4）

### スタッフ（フジテレビ版）
- 企画：小林義和（1 - 3）、遠藤龍之介（4）、清水賢治
- プロデュース：清野豊、松村俊二
- 脚本：沢村一幸（1・2）、尾崎将也（3・4）
- 音楽：本多俊之
- 演出：藤田明二
- 制作：フジテレビ、共同テレビ

### サブタイトル
| 話 | 放送日         | サブタイトル                                                                                                | ゲスト出演者 |
| -- | -------------- | --- | --- |
| 1  | 1993年9月17日  | 課長 島耕作1                                                                                                | 山下容莉枝、長塚京三（今野）、西田健、榊原利彦、前田五郎、山本紀彦、畠山明子、中原潤、増田由紀夫、西田静志郎、平山里美、小川隆市、川上理英子、久保晶、森井睦、光岡湧太郎、菅野玲子、藤夏子、中井信之、天田益男、水鳥川彩、森富士夫 ほか |
| 2  | 1994年4月29日  | 雨の京都慕情編 出張先で出会った偶然の恋…祇園の女は乗っ取り屋の愛人だった!! 会社の命運をかけた闘いの結末は…? | かつ子（神宮令子）：秋吉久美子、山崎大輔、立花：寺脇康文、柿田：田山涼成、畠山明子、北村：日野陽仁 ほか |
| 3  | 1994年10月28日 | 仕事に恋にタフな男が帰って来た!恋人は疑惑の渦中に、そして娘とのきずなにも危機が…                            | 江守徹、白木万理、金田明夫、石丸謙二郎、畠山明子、平山里美、加山到 |
| 4  | 1998年12月4日  | ヒット曲の合間から聞こえる "人殺し" の叫び声…歌い手の女優にかけられた恐怖の殺人呪いとは!?                   | 藤谷美和子、戸田菜穂、及川以造、坂西良太、加山到、川俣しのぶ、篠原秀豊、佐々木和也、出口高司、富沢勝成、貴山侑哉、中尾貴美子、荒木イサオ、池田真菜美、峯尾進、前澤裕彦、中村元則、大野妃寿、羽場裕一、あめくみちこ（山村純子）          |

## テレビドラマ（日本テレビ版）
主演の高橋克典は同局でのドラマ主演は、連続ドラマも含めて「FACE〜見知らぬ恋人〜」以来となる。副音声では解説放送を行い、アイパートナーは石丸博也が務めた。
- 第1弾：2008年6月25日 21:00-22:48（JST）視聴率は10.0%。
- 第2弾「課長島耕作2-香港の誘惑-」：2008年10月1日 20:54-22:48 視聴率は7.8%。

### キャスト（日本テレビ版）
- 島耕作 - 高橋克典
- 大町久美子 - 松下奈緒
- 中沢喜一 - 宅麻伸
- 木暮久作 - 高知東生
- 山本遼一 - 佐藤恒治
- 春山香織 - 畑野ひろ子
- 馬島典子 - 高岡早紀
- 島奈美 - 飯野芹菜
- 大泉笙子 - 山口美也子
- 秋山浩太 - 小林すすむ
- 島怜子 - 横山めぐみ
- 大町愛子 - 萬田久子
- 石渡俊彦 - 鶴田忍
- 久米健二郎 - 津村鷹志
- 松本康介 - 佐野史郎
- 大泉裕介 - 小林稔侍
- 苫米地功 - 神山繁
- 木野穣 - 大滝秀治

ほか
パート2より
- チャン・ユエリン - 浅野ゆう子
- 泉剛史 - 林家いっ平
- 脇田直江 - 中村育二
- 八木尊 - 桑原和生
- 星康夫 - 南圭介
- 鏡晴美 - 小野晴子
- パオ・リー - 綿貫正市
- 野瀬健三 - 山田明郷
- 中沢賢治 - 森田直幸
- バグスター・ゴードン - イアン・ムーア（声：菅生隆之）
- 井上元 - 清水綋治
- 盗撮男 - 虎牙光揮
- 野瀬の部下 - プチ鹿島
- リ・チェンホ - 工藤俊作
- OPナレーション - 小倉淳
- 亀子のぶお、くらなりん、千太郎、白井絵莉、藤田麻衣子、みやざこ夏穂

ほか

### 主題歌（日本テレビ版）
- 第1弾：槇原敬之「Orange Colored Sky」(J-more)
- 第2弾：COLOR「BUDDY feat. J Soul Brothers」（rhythm zone）

### スタッフ（日本テレビ版）
- 製作著作：日本テレビ
- 製作協力：トータルメディアコミュニケーション
- 企画協力：古川公平（モーニング編集部）、都丸尚史、前田克也
- プロデューサー：佐藤敦（日本テレビ）、小泉守（トータルメディアコミュニケーション）、松井洋子（トータルメディアコミュニケーション）
- 脚本：君塚良一、北川大樹
- 演出：杉本達（1）、大塚恭司（2）
- 音楽：松本晃彦
- VFXディレクター：山本雅之
- 経済監修：川口一晃
- 技術協力：NiTRO
- 照明協力：嵯峨映画
- 編集協力：ワインド・アップ
- MA：映広
- 編成：鯉渕友康、戸田一也
- ロケ協力：ガルーダ・インドネシア航空、産寧坂、香港政府観光局 ほか

## テレビドラマ（部長 風花凜子の恋）
『島耕作シリーズ35周年企画「『部長 風花凜子の恋』会長 島耕作 特別編」』が放送された。同作は島耕作シリーズのスピンオフ『会長 島耕作 特別編 部長 風花凜子の恋』のドラマ化である。読売テレビ・日本テレビ系「プラチナイト枠」にて前後編で2週連続放送。
- 前編：2018年7月5日23：59-24：59（JST）視聴率は7.1%。
- 後編：2018年7月12日23：59-24：59（JST）視聴率は不明。

### キャスト（部長 風花凜子の恋）
- 風花凜子 - りょう
- 吉田俊也 - 竜星涼
- 箕輪ゆりか - 黒川芽以
- 須田洋二郎 - 川原和久
- 阿武隈沙織 - 安藤玉恵
- 長須蔵治 - 森田順平
- 三代稔彦 - カンニング竹山
- 国分圭太郎 - 金田明夫
- 速水貴文 - 丸山智己
- 高澤光太郎 - 平山浩行

### 主題歌（部長 風花凜子の恋）
- 前編・後編：Awich（YENTOWN / bpm tokyo）「PRESSURE」

### スタッフ（部長 風花凜子の恋）
- 製作著作：読売テレビ
- 脚本：坪田文
- チーフプロデューサー・監督：岡本浩一
- プロデューサー：沼田賢治、福田浩之、松永洋一（R.I.S Enterprise）
- 制作プロダクション：R.I.S Enterprise

## テレビアニメ
『週刊シマコー』のタイトルで、2011年4月よりオムニバスFLASHアニメ『ユルアニ?』（日本テレビ）の1作として放送。「島耕作」というキャラクターを用い、本作とは直接的には関連性の無い物語が展開される。島耕作の声は本作の監督であるFROGMAN（蛙男商会）が担当。第12話より『その時、シマコーが動いた!』に改題されている。

## Webアニメ
『タイムスリップ島耕作』は、2023年7月21日よりYouTubeで配信されていたWebアニメ。監督は『週刊シマコー』と同様、FROGMANが担当。制作はディー・エル・イー。連載開始40周年を記念して公開された。意思を持ち始めた巨大冷蔵庫の暴走により現代まで冷凍されていた島耕作が令和の生活に悪戦苦闘する姿が描かれる。

## Webドラマ
『課長 島耕作のつぶやき』は、 2024年10月7日から12月26日までYouTubeで配信されていた連続Webドラマ。全48話。スマホ特化型の縦型ショートドラマで主演・島耕作役は中尾明慶。
キャスト
- 島耕作：中尾明慶
- 大町久美子：樋口日奈
- 馬島典子：水崎綾女
- 中沢喜一：渡辺いっけい

- 宇佐美欣三：螢雪次朗
- 福田敬三：山西惇
- 探偵・木暮：脇知弘
- 島奈美：三上さくら

　ほか
- ナレーション：加藤千尋

スタッフ
- 演出：真田幹也
- 原作：「課長島耕作」弘兼憲史 / 講談社
- 脚本：ブルー&スカイ、萩田頌豊与
- コピーライト：©ABCテレビ
- 製作：supported by au

## ゲーム
課長 島 耕作
スーパーファミコン用ゲームソフト。1993年9月17日にユタカより発売。スーパービジネスアドベンチャーと称していた。ストーリーの大部分が派閥争いと女性問題という構成。本編部分では会社に訴えられても仕方ないような展開が繰り広げられる。
島耕作 ビジネスゴルフ
フィーチャーフォン用ゲームアプリリ。2004年5月12日に講談社・ナツメより配信開始。
課長 島耕作DS デキる男のラブ&サクセス
ニンテンドーDS用ゲームソフト。2008年3月19日コナミデジタルエンタテインメントより発売。
出世バトラー島耕作
Mobage用ソーシャルゲーム。2011年9月30日に配信開始。ディー・エヌ・エーと講談社による提供。アイテム課金制。最強の出世バトラーを目指すソーシャル出世ロールプレイングゲーム。

### 客演作品
キャバ嬢っぴ
レベルファイブ発売のiモードキャバ嬢育成ゲームで2010年4月1日のバージョンアップよりコラボレーションとして登場。『社長 島耕作』の島耕作、『笑ゥせぇるすまん』の喪黒福造、『サラリーマン金太郎』の矢島金太郎、『釣りバカ日誌』のハマちゃんとスーさんの5人が客として登場している。
鬼武者Soul
カプコンのブラウザゲーム。2013年10月24日からコラボレーションとして、戦国時代にタイムスリップし初芝家に仕える武将・島耕作の立身出世物語を描いたイベントクエストが配信された。「足軽 島耕作」、「侍大将 島耕作」、「奉行 島耕作」、「家老 島耕作」、「大名 島耕作」が登場し、武将として使用可能。声優は小野大輔。

## コラボレーション
以下は過去にコラボレーションを行った主な事例を記す。
- NTTドコモ - 1994年にムーバのCMで宅麻伸が島耕作に扮して登場した[155]。
- 『週刊朝日』 - 2008年6月13日増大号で島耕作社長と、衆院議員・元外務大臣の麻生太郎の対談が掲載。表紙でも麻生太郎と競演した。
- 『文化放送ライオンズナイタースペシャル 社長就任記念 DJ島耕作の阿久悠リクエストパレード!』 - 2008年6月13日にオンエア。島耕作社長がラジオDJ初挑戦と題しパーソナリティーを務めた。アシスタントは石川真紀アナウンサー。
- 『社長就任記念! 出張出演 島耕作』と題し、『ママはキャバ嬢!』『ザリガニ課長』『喰いタン』『山おんな壁おんな』『ヘルプマン!』『よんでますよ、アザゼルさん。』『夢幻の軍艦大和』『警視正 椎名啓介』『あやめ40's』『おい!ピータン』『プリンセス オン アイス』『もう、しませんから。』の各漫画にゲスト出演している。
- au - 2008年に携帯電話W62P（パナソニック製）の特別バージョン「島耕作ケータイ」を限定発売した。
- ファミリーマート - 2009年2月2日より『LOTTEグリーンガム』の島耕作特別パッケージが発売された。
- サントリー『ザ・プレミアム・モルツ』 - 2010年6月20日・父の日限定CMで矢沢永吉と競演。また『モーニング』でも読み切りを掲載[156]。
- 『島耕作のアジア立志伝』 - NHK BS1にて放送された番組。番組内では漫画『課長島耕作』と連動して、企業の最前線やトップへのインタビューなどの実写映像でつづるドキュメントとアニメシーンを往復する「アニメ・ドキュメンタリー」という手法を用いている。
- 『トヨタ・カムリ』 - 2013年10月より1年間、講談社とトヨタ自動車（トヨタマーケティングジャパン）とのコラボレーションで「CLUB GENT Supported by TOYOTA CAMRY」キャンペーンを展開。「島耕作がこれまでの人生で培ってきた知識と体験を、食・人・能・旅の4つのテーマに沿って提供し、本物の上質を知るジェントルマンを育てる。」というコンセプトで、講談社発行の「モーニング」「おとなの週末」「週刊現代」「クーリエ・ジャポン」「FRaU」「現代ビジネス」「ベストカー」各誌との連動企画記事やwebで、大人の上質な生活や趣味の情報を紹介するというもの。本作での島は、妻の久美子よりCLUB GENTの旗揚げを提案され、同時にプレゼントされたカムリに乗って全国を廻り、上質なものに触れていくという設定。
- ACジャパン - 2022年7月より1年間、日本腎臓財団の支援キャンペーン「若いうちから、腎臓健診。」にヤング（24歳）・会長（65歳）・取締役（54歳）・社長（60歳）・部長（44歳）の島耕作を起用。5人の声には、過去テレビドラマ版（フジテレビ版）及びムーバのCMにおいて、島耕作の役を演じていた宅麻伸が担当。